# Les Planes d'Hostoles
Les Planes d'Hostoles (em catalão e oficialmente) ou Las Planas (em castelhano) é um município da Espanha na comarca da Garrotxa, província de Girona, comunidade autónoma da Catalunha. Tem 37,5 km² de área e em 2021 tinha 1 711 habitantes (densidade: 45,6 hab./km²).

## Demografia
| Variação demográfica do município entre 1991 e 2004[carece de fontes?] | Variação demográfica do município entre 1991 e 2004[carece de fontes?] | Variação demográfica do município entre 1991 e 2004[carece de fontes?] | Variação demográfica do município entre 1991 e 2004[carece de fontes?] |
| ---------------------------------------------------------------------- | ---------------------------------------------------------------------- | ---------------------------------------------------------------------- | ---------------------------------------------------------------------- |
| 1991                                                                   | 1996                                                                   | 2001                                                                   | 2004                                                                   |
| 1803                                                                   | 1743                                                                   | 1722                                                                   | 1720                                                                   |